# Cytisus ratisbonensis
Cytisus ratisbonensis är en ärtväxtart som beskrevs av Schaeff.. Cytisus ratisbonensis ingår i släktet kvastginster, och familjen ärtväxter. Inga underarter finns listade i Catalogue of Life.

## Bildgalleri

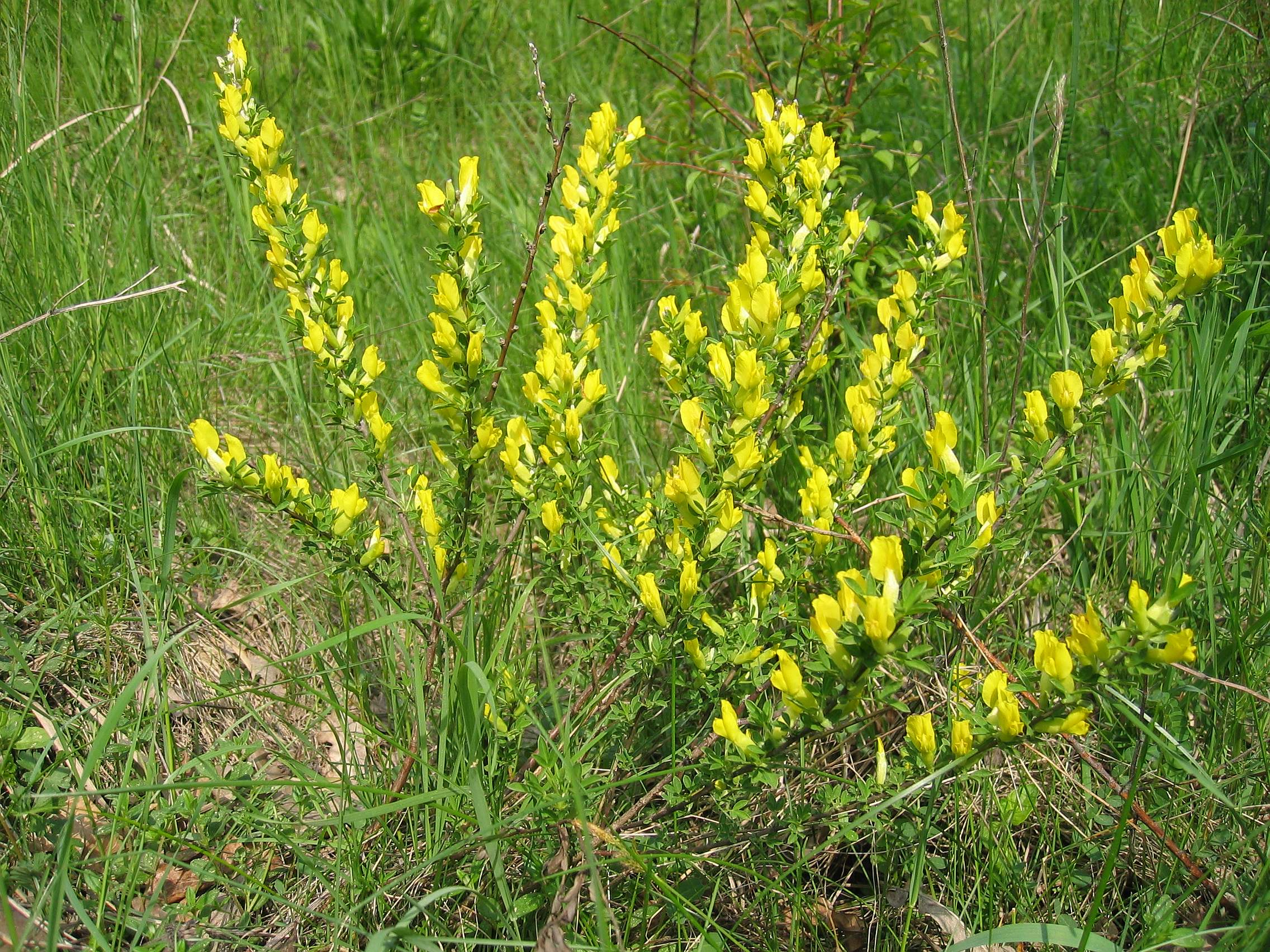
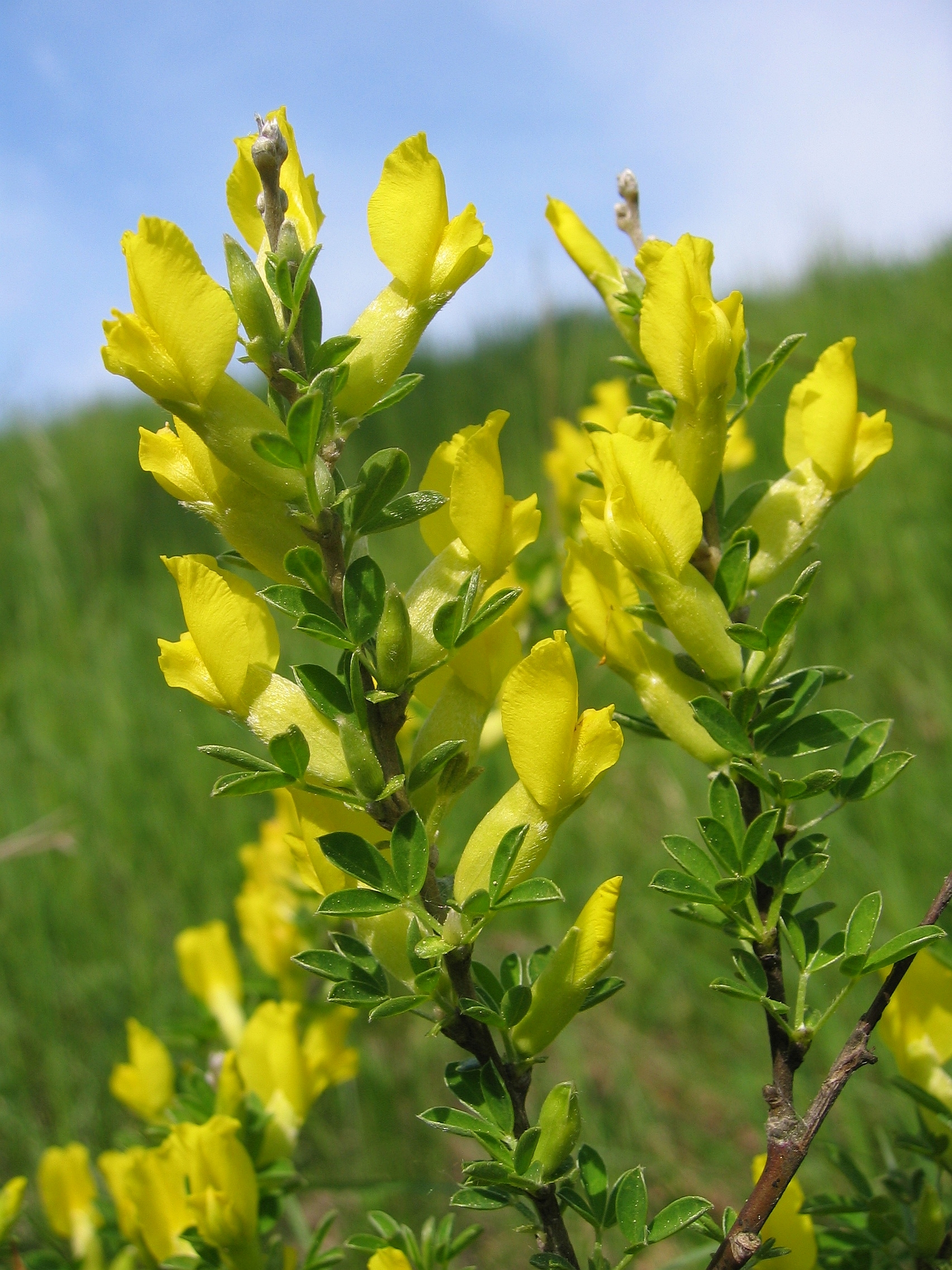
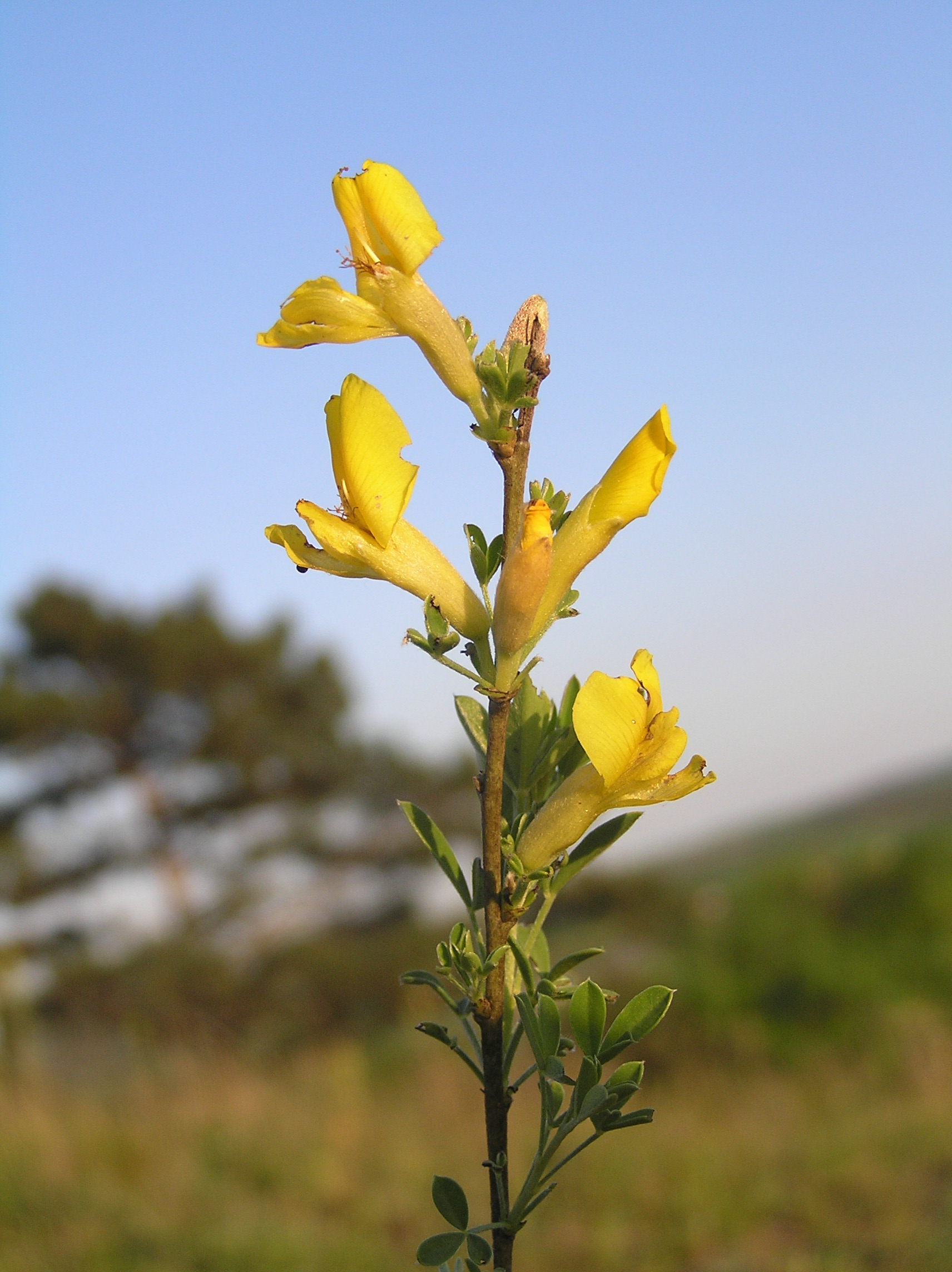
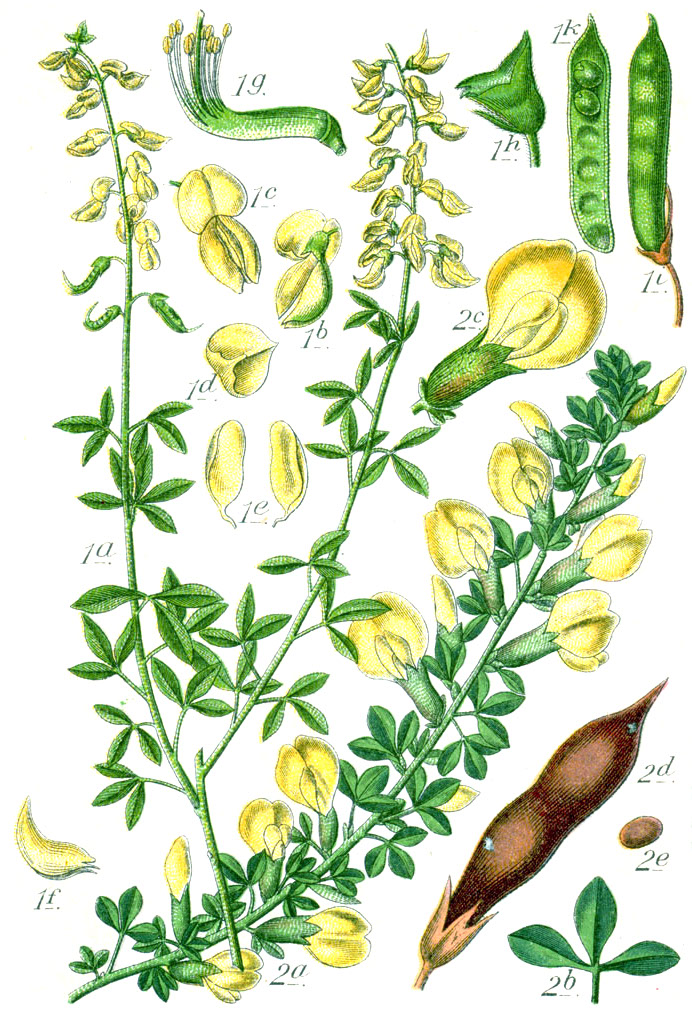
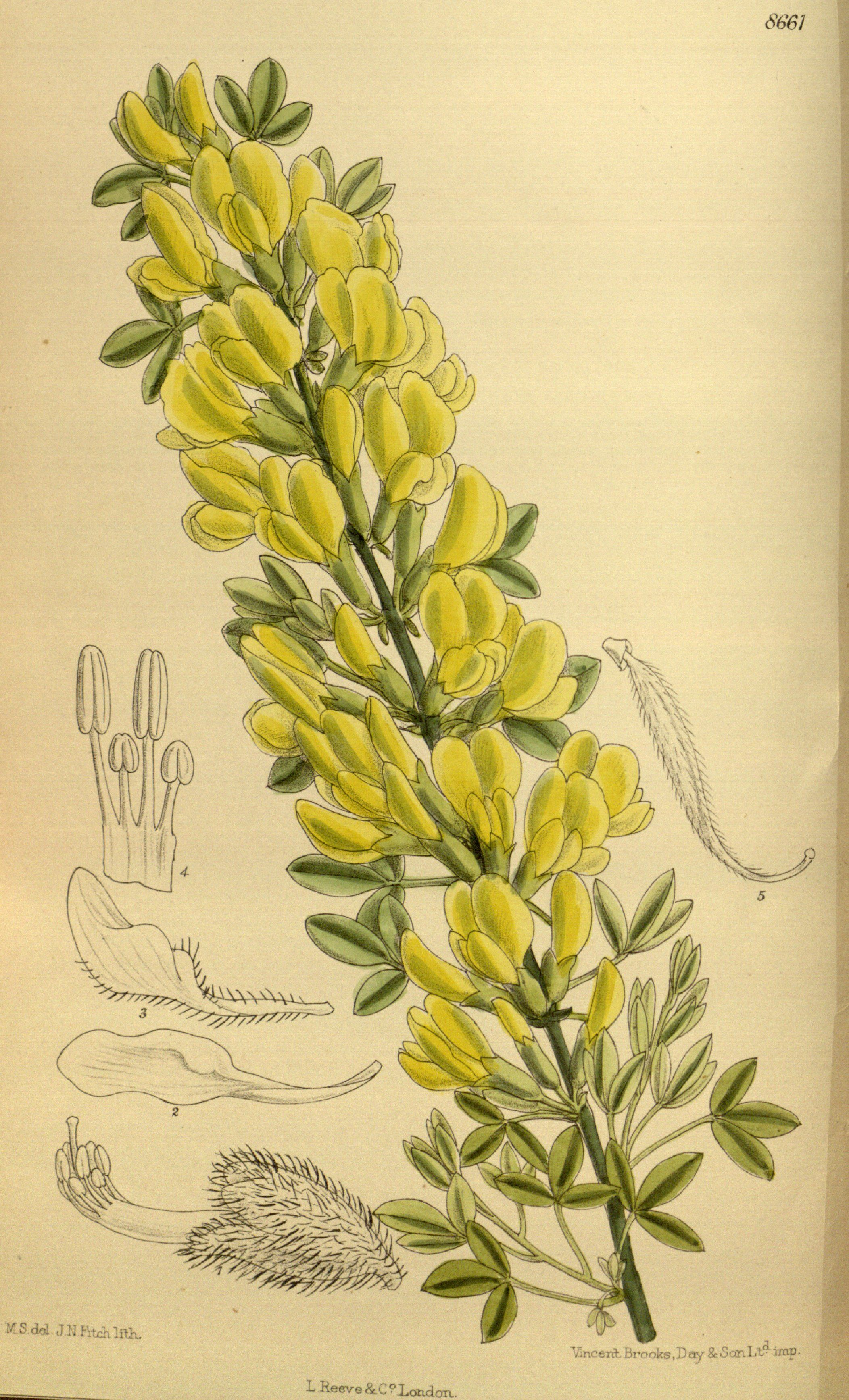
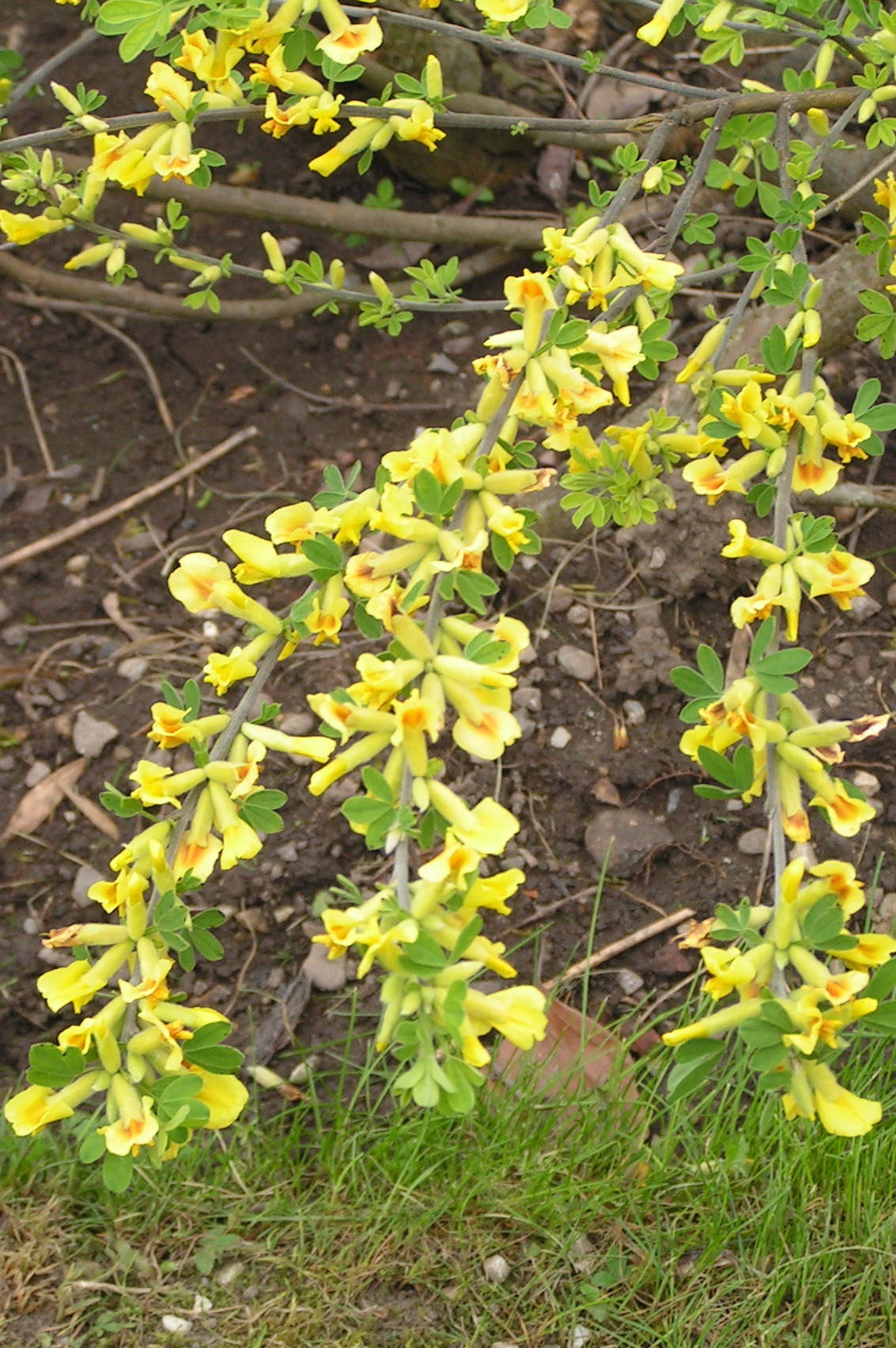